# 126 (tal)
126 (hundratjugosex eller etthundratjugosex) är det naturliga talet som följer 125 och som följs av 127.

## Inom matematiken
- 126 är ett jämnt tal.
- 126 är ett ymnigt tal
- 126 är ett dekagontal
- 126 är ett pentagonalt pyramidtal
- 126 är ett Friedmantal, eftersom 21·6 = 126
- 126 är ett pentatoptal
- 126 är ett pseudovampyrtal
- 126 är ett Ulamtal.
- 126 är ett Praktiskt tal.

## Inom vetenskapen
- 126 Velleda, en asteroid